# Klinzy
Klinzy (russisch Клинцы; ukrainisch Клинці Klynzi) ist eine russische Mittelstadt mit 62.510 Einwohnern (Stand 14. Oktober 2010) in der Oblast Brjansk im Föderationskreis Zentralrussland.

## Geographie
Die Stadt liegt im westlichen Teil der Oblast nahe der belarussischen und ukrainischen Grenze, knapp 500 km Luftlinie südwestlich von Moskau und 150 km südwestlich der Gebietshauptstadt Brjansk. Die nächstgelegenen Städte sind Surasch (31 km nördlich), Nowosybkow (31 km südwestlich) und Unetscha (32 km östlich). Klinzy liegt am Fluss Turosna aus dem Flusssystem des Dnepr.

## Geschichte

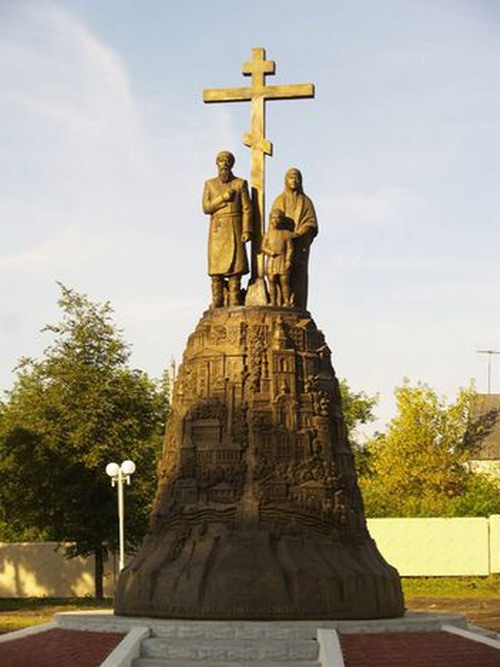
Denkmal für die Stadtgründer in Klinzy

Als Gründungsjahr Klinzys (der Ortsname stammt vom Familiennamen eines der Erstbewohner ab) gilt 1707, als die Ortschaft von altorthodoxen, vorwiegend bäuerlichen Siedlern aus Zentralrussland angelegt wurde. Im Großen Nordischen Krieg kämpften viele dieser Siedler als Partisanen gegen die schwedischen Invasoren in Kleinrussland. Das honorierte Zar Peter I., der den Siedlern das Land um Klinzy offiziell überließ.
Durch die regen Handels- und Handwerksaktivitäten der Bewohner entwickelte sich Klinzy zu einem sogenannten Possad, einer für das Russische Zarenreich typischen Kaufmannssiedlung. 1767 zählte der Ort bereits 367 Höfe. 1782 erhielt er offiziell den Possad-Status, und im 19. Jahrhundert blühte dort die Textilindustrie. 1907 gab es in Klinzy bei rund 12.000 Einwohnern bereits 28 Industriebetriebe, die meisten davon waren Textilmanufakturen.
Im Ersten Weltkrieg war Klinzy seit 14. April 1918 von Truppen der Mittelmächte besetzt. Am 13. Dezember 1918 rückte die Rote Armee in die Stadt ein.
1922 erhielt der Possad Klinzy offiziell den Stadtstatus.
Im deutschen Krieg gegen die Sowjetunion befand sich die Stadt von September 1941 bis September 1943 unter deutscher Besatzung. Die seit dem 18. Jahrhundert ansässige jüdische Bevölkerung, welche Anfang des 20. Jahrhunderts etwa ein Fünftel der Einwohnerschaft ausmachte, wurde in diesen Jahren von SS-Einsatzgruppen ermordet.
In der zweiten Hälfte des 20. Jahrhunderts wurde die Stadt wiederaufgebaut und erreichte zur Mitte der 1980er-Jahre ihren bisherigen Bevölkerungshöchststand von über 72.000 Einwohnern. Die Katastrophe von Tschernobyl 1986 hat jedoch auch die Region um Klinzy in Mitleidenschaft gezogen. Nach erheblichem wirtschaftlichen Niedergang der 1990er-Jahre konnte sich die Industrie Klinzys in jüngster Zeit wieder erholen.

### Bevölkerungsentwicklung
| Jahr | Einwohner |
| ---- | --------- |
| 1939 | 40.483    |
| 1959 | 42.033    |
| 1970 | 58.062    |
| 1979 | 67.123    |
| 1989 | 71.161    |
| 2002 | 67.325    |
| 2010 | 62.510    |

Anmerkung: Volkszählungsdaten

## Wirtschaft und Verkehr
Heute ist Klinzy Regionalzentrum und Industriestandort, der vor allem für die Bekleidungsindustrie bekannt ist. Überregionale Bedeutung hat außerdem die Baukranfabrik KAS.
Die Stadt liegt nahe der Fernstraße M13 in die Ukraine sowie an der Bahnstrecke von Brjansk nach Homel in Belarus.

## Kultur
Auf dem Territorium der Stadt Klinzy befinden sich 68 Denkmäler der Geschichte, Kultur und Architektur. Es gibt zwei Kulturhäuser, 10 Bibliotheken, eine Musik- und Kunstschule, einen Stadtpark sowie ein Heimatmuseum.

## Sehenswürdigkeiten
- Heimatmuseum
- Ehemaliges Gebäude der Stadtduma
- Ehemalige Handelsreihen

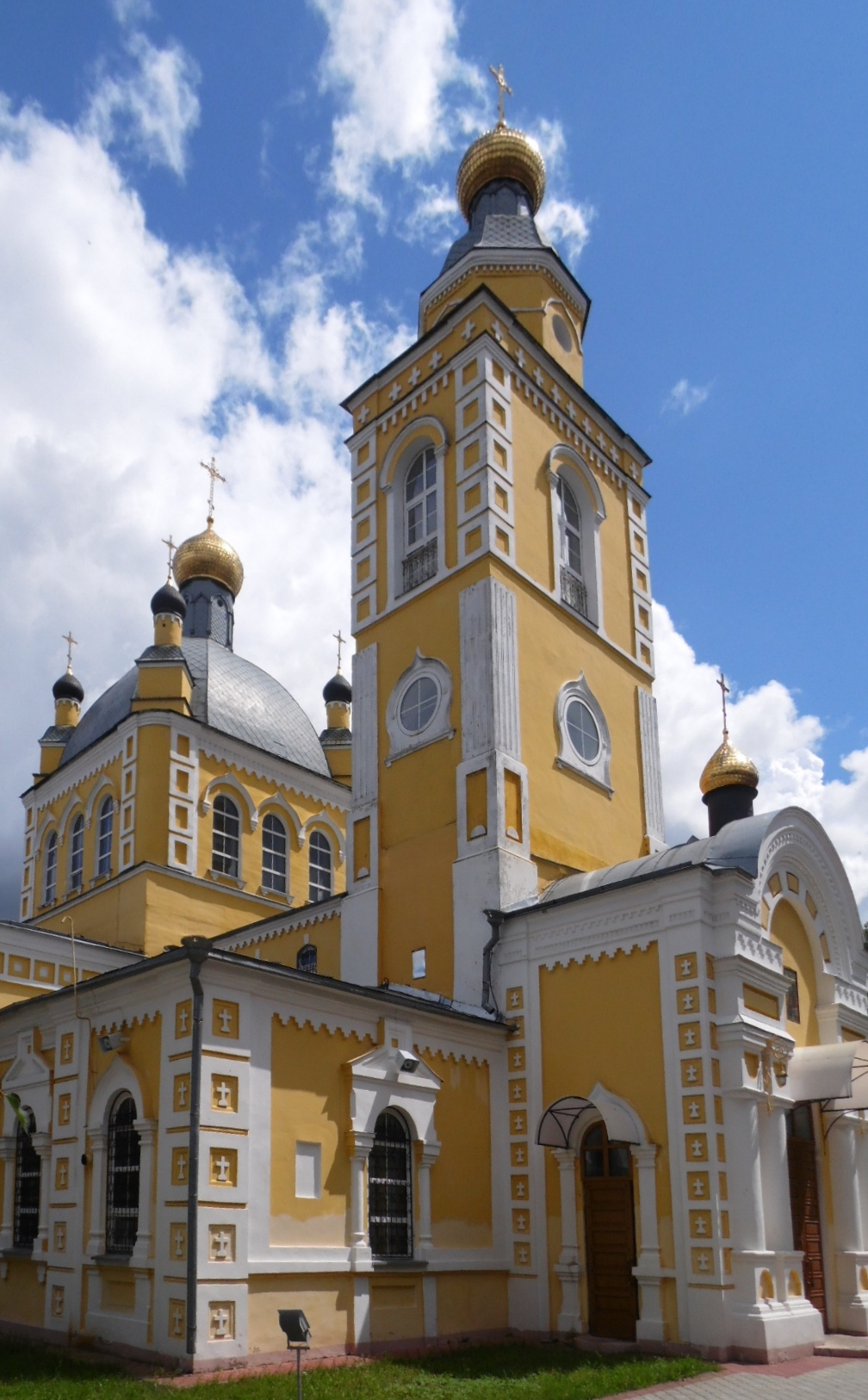
Die St.-Peter-und-Paul-Kirche

- Ehemalige Kaufmannshäuser aus dem 19. Jahrhundert
- Verklärungskirche
- Kapelle der Himmelfahrtskirche

## Städtepartnerschaften
- Kjustendil, Bulgarien

## Söhne und Töchter der Stadt
- Jewgeni Beljajew (1926–1994), Tenor
- Woldemar Nelsson (1938–2006), Dirigent
- Natalja Schewzowa (* 1974), Sprinterin
- Alexei Drosdow (* 1983), Zehnkämpfer
- Alexei Petuchow (* 1983), Skilangläufer
- Witali Fridson (* 1985), Basketballspieler